# Izumo (provincia)
Izumo (出雲国?, Izumo no kuni) fu una provincia del Giappone, situata nella zona orientale della prefettura di Shimane, nella regione dello Chūgoku. Il nome deriva da quello della dea Izanami, la madre del Giappone, seppellita sul monte Hiba al confine tra Izumo e la provincia di Hoki, vicino alla città moderna di Yasugi della prefettura di Shimane.

Mappa delle province giapponesi con la provincia di Izumo evidenziata

Fu una delle regioni dell'antico Giappone dove sorsero grandi poteri politici. Un potente clan di Izumo costituì un gruppo politico indipendente, ma durante il IV secolo a.C. venne assorbito dallo stato di Yamato in espansione, e all'interno del quale assunse il ruolo di dominio sacerdotale. Anche al giorno d'oggi il santuario di Izumo costituisce uno dei luoghi sacri più importanti dello shintoismo, che è dedicato specialmente a Ōkuninushi (Ō-kuni-nushi-no-mikoto), il mitico progenitore di Susanoo e di tutti i clan di Izumo.
All'epoca del periodo Sengoku, Izumo aveva perso la maggior parte della sua importanza. Prima della battaglia di Sekigahara era dominato dal clan Mōri, dopodiché divenne un feudo indipendente con una città castello nell'odierna Matsue.